# Marie Schumann-Hettich

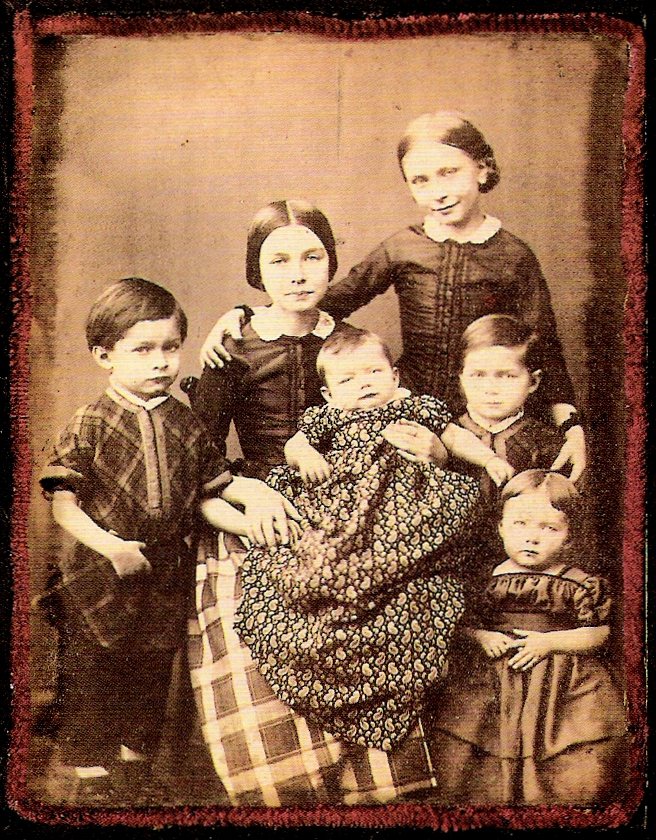
Die junge Marie Schumann (2. von links) mit ihren Geschwistern

Marie Schumann-Hettich (* 1. September 1841 in Leipzig als Marie Friederike Elisabeth Schumann; † 14. November 1929 in Interlaken) war eine deutsche Pianistin, Klavierlehrerin und Komponistin. Sie war die älteste Tochter von Robert Schumann und Clara Schumann.

## Leben
Marie Schumann-Hettich war Tochter des Komponisten Robert Schumann und dessen Ehefrau, der Pianistin und Komponistin, Clara Schumann (geb. Wieck). Zu ihren Taufpaten zählte u. a. Felix Mendelssohn Bartholdy. Sie wuchs auf mit sieben Geschwistern. 1848 erhielt sie ihren ersten Klavierunterricht. Ab 1847 besuchte sie die Elementarschule. Im Jahr 1848 übernahm die Klavierlehrerin Friederike Malinska aus Dresden den Unterricht von Marie Schumann und ihrer jüngeren Schwester Elise. Nach dem Umzug der Familie nach Düsseldorf im Herbst 1850 wurde Karoline Dupré, eine Schülerin von Clara Schumann, als Lehrerin für die beiden Mädchen engagiert. Während dieser Zeit erhielten sie auch Unterricht von Johannes Brahms. Harmonielehre und Kontrapunkt lernten sie bei Woldemar Bargiel, dem Halbbruder von Clara Schumann. Ab August 1851, als die Schwestern bereits Grundkenntnisse und -fertigkeiten erworben hatten, gab auch Clara Schumann selbst ihren Töchtern Klavierunterricht.
Robert Schumann widmete seiner Tochter einige Werke, zum Beispiel die dritte der Drei Klaviersonaten für die Jugend op. 118 C-D, das Schlummerlied, Album für die Jugend op. 68.
Im Jahr 1878 trat Clara Schumann die Position der ersten Klavierlehrerin am Hoch’schen Konservatorium an und zog mit ihren Töchtern Marie und Eugenie nach Frankfurt am Main. Bereits während der Vertragsverhandlungen setzte sie sich für die Einstellung einer Hilfslehrerin ein, die den Schülern helfen sollte, sich auf den Unterricht bei ihr vorzubereiten. Marie Schumann war von Anfang an als Assistentin ihrer Mutter tätig, wurde jedoch offiziell erst 1880 ans Konservatorium berufen. Ab dem Studienjahr 1881/1882 hatte auch Eugenie Schumann eine Anstellung dort. Beide Schwestern führten eigene Klassen, die darauf abzielten, die Schüler auf Clara Schumanns Klavierunterricht vorzubereiten. Zu ihren Schülern zählten unter anderem Ottilie Braunfels, Anna Cossmann, Alice Guggenheim, Mabel Frances Hime, Charles Holden-White, Adelina de Lara, Carel Oberstadt und Mathilde Verne, die bei Marie oder Eugenie Schumann Fähigkeiten erlernten, die sie für den Unterricht bei Clara Schumann qualifizierten. Viele Schüler erreichten jedoch nicht das erforderliche Niveau und mussten das Konservatorium nach ein bis zwei Semestern verlassen, ohne die Möglichkeit, bei der angesehenen Pianistin unterrichtet zu werden. 
Marie Schumann heiratete Heinrich Hettich, Oberschullehrer für Latein und Musiklehre. 1897 erwarb sie in Interlaken ein Grundstück und ließ dort ein Haus bauen. Dort soll sich auch ihre Mutter gerne aufgehalten haben. Marie Schumann-Hettich bewohnte dieses bis zu ihrem Tod im Jahr 1929.

## Kompositionstätigkeit
Im Jahr 1848 legte Marie Schumann, im Alter von sieben Jahren, ihrem Vater ein Büchlein vor, in welchem das Grundgerüst für das Album für die Jugend, eines der erfolgreichsten Werke Schumanns, notiert war.
Anfang der 1850er Jahre komponierte Robert Schumann zusammen mit Marie zwei Lieder, die Clara Schumann gewidmet sind: Seht ihr den Mai (Duett ohne Begleitung, 1851; Text von Marie Schumann) und Gern macht’ ich dir heute (Duett ohne Begleitung, 1852).